# Summer Festival 2018
La sesta edizione del Summer Festival (denominata Wind Summer Festival) si è svolta dal 22 al 25 giugno a Roma, nella consueta cornice di Piazza del Popolo, e il 16 settembre 2018 a Milano, nell'Open Air Theatre di Expo 2015, a Rho. 
La manifestazione è stata presentata da Ilary Blasi, affiancata da Daniele Battaglia e Rudy Zerbi. Le prime quattro serate sono state seguite in diretta per il secondo anno consecutivo da Radio 105 e trasmesse in differita da Canale 5 e dalla stessa radio nazionale lombarda con altrettanti appuntamenti settimanali, nella collocazione del giovedì, dal 5 al 26 luglio, mentre la quinta e ultima serata è seguita e trasmessa in diretta da entrambe le emittenti.
Anche in questa edizione sono state presenti due gare parallele: quella tra i Big, che elegge la Canzone dell'Estate 2018 e quella tra i cantanti emergenti, i Giovani.
La Canzone dell'Estate 2018 è stata Amore e capoeira di Takagi & Ketra con Giusy Ferreri, mentre il circuito Giovani è stato vinto da Federica Abbate con Pensare troppo mi fa male.
Il Premio Radio 105, basato sui voti ricevuti dal pubblico sul portale della medesima radio, è andato a Riki (feat. CNCO) con Dolor de cabeza.

## Novità
La manifestazione, che continua la sua partnership con Wind per la seconda estate consecutiva, registra due tra le più importanti novità tra addii e ritorni: la prima è il rientro della Fascino PGT di Maria De Filippi, che dopo la non brillante organizzazione della precedente edizione targata Friends&Partners, decide di tornare a produrre l'evento in prima linea, affiancata (come nelle prime quattro edizioni) dalla stessa società di Ferdinando Salzano; l'altra novità riguarda la conduzione, che vede l'esordio di Ilary Blasi, la quale dopo 5 anni raccoglie il testimone da Alessia Marcuzzi. Al suo fianco, oltre al confermato Daniele Battaglia, fa il suo ritorno Rudy Zerbi che, grazie al rientro della Fascino dopo un anno di pausa, riprende il suo posto che nell'edizione precedente fu occupato da Nicolò De Devitiis; cambio anche nella regia, con Luigi Antonini che torna anch'egli dopo un anno di assenza, andando a sostituire Roberto Cenci.
Altra novità degna di nota riguarda le serate: alle solite 4 registrate a Roma l'ultima settimana di giugno, se ne aggiunge una quinta in diretta dall'open theatre dell'Parco Experience di Rho il 16 settembre che, ricalcando le orme del Festivalbar, ha il compito di decretare la Canzone dell'Estate. Dunque, dopo 5 edizioni, il premio al brano vincitore è stato assegnato alla fine dell'estate e non più all'inizio, come invece accaduto nelle edizioni precedenti, le quali lo assegnavano nella quarta e ultima serata, alla fine di giugno.
Un'ultima piccola novità sempre relativa alle serate riguarda le giornate di registrazione: dai soliti 4 giorni da giovedì a domenica, per quest'anno si è passato da venerdì a lunedì.

## Regolamento
In questa sesta edizione, per quanto riguarda i Giovani, il regolamento subisce una lieve modifica: al termine delle consuete 2 esibizioni svoltesi nelle prime 3 serate, al cantante vincitore "di tappa", oltre al diritto di partecipare alla finalissima della quarta serata e concorrere per la vittoria finale, viene assegnato anche un piccolo premio per aver superato il turno (questo sistema ricorda quello già esistente ai tempi di RTL 102.5 radio partner, che premiava tra i Big il vincitore della serata). Per quanto concerne invece proprio i Big, si segue il nuovo regolamento entrato in vigore l'anno precedente con l'ingresso di Radio 105: durante ogni serata si esibisce un certo numero di cantanti da cui però, a differenza delle prime quattro edizioni, non ne viene decretato alcun vincitore al termine della stessa. Eseguono la loro performance cantanti sia fuori gara sia in gara, con quest'ultimi che hanno potuto essere premiati dal pubblico, che dal 18 al 24 giugno ha potuto esprimere dei voti sul portale della succitata radio milanese. Al termine della quarta serata infatti, viene assegnato il "Premio Radio 105" al cantante che ha ricevuto più preferenze, mentre il più ambito premio Wind Summer Festival, consegnato al termine della quinta serata, viene assegnato da Earone al brano con il punteggio più alto nell'airplay radiofonico tra tutti i pezzi in gara, al brano decretato Canzone dell'Estate 2018.

## Giovani
Una costante del Summer Festival è la gara del circuito Giovani, che anche per questa sesta edizione ha dato la possibilità a 6 ragazzi più o meno conosciuti su YouTube, Facebook e altri social network di cantare i propri inediti davanti a una platea come quella di Piazza del Popolo. Il meccanismo rimane il medesimo delle edizioni precedenti, ma con una novità: si esibiscono come consuetudine 2 ragazzi nelle prime 3 serate decretandone altrettanti vincitori, i quali, oltre ad andare successivamente a scontrarsi nella quarta serata, ricevono un piccolo premio per aver raggiunto l'accesso alla finale. I ragazzi vengono votati dagli artisti Big ospiti della serata in questione e da una giuria composta da giornalisti musicali e televisivi del web.
La vittoria di questa edizione è andata a Federica Abbate con il brano Pensare troppo mi fa male.
Inizialmente tra i giovani avrebbe dovuto essere presente anche Albert, ma poco prima dell'inizio delle registrazioni, la produzione decide di sostituirlo con Lele. Pertanto i giovani partecipanti sono stati i seguenti:
     Vincitore 

| Cantante        | Brano in gara             | Puntate | Puntate | Puntate | Puntate | Puntate |
| Cantante        | Brano in gara             | 1       | 2       | 3       | 4       | 5       |
| --------------- | ------------------------- | ------- | ------- | ------- | ------- | ------- |
| Fasma           | Marylin M.                |         | N.D.    | N.D.    |         | N.D.    |
| Federica Abbate | Pensare troppo mi fa male | N.D.    | N.D.    |         |         |         |
| Lele            | Giungla                   | N.D.    |         | N.D.    | N.D.    | N.D.    |
| Le Deva         | L'estate tutto l'anno     | N.D.    | N.D.    |         | N.D.    | N.D.    |
| Maryam Tancredi | Una buona idea            |         | N.D.    | N.D.    | N.D.    | N.D.    |
| Quentin 40      | Scusa ma                  | N.D.    |         | N.D.    |         | N.D.    |

Vincitori delle singole puntate
1. Fasma - Marylin M. vs Maryam Tancredi - Una buona idea
2. Quentin 40 - Scusa ma vs Lele - Giungla
3. Federica Abbate - Pensare troppo mi fa male vs Le Deva - L'estate tutto l'anno

Vincitore puntata finale
1. Federica Abbate - Pensare troppo mi fa male

## Big
Durante le 5 serate di questa sesta edizione del programma si sono alternati i seguenti artisti, sia in gara sia fuori gara:
     Canzone dell'Estate 2018 
     Premio Radio 105 

| Artista                                          | Esibizione                                                                             | Puntate | Puntate | Puntate | Puntate | Puntate |
| Artista                                          | Esibizione                                                                             | 1       | 2       | 3       | 4       | 5       |
| ------------------------------------------------ | -------------------------------------------------------------------------------------- | ------- | ------- | ------- | ------- | ------- |
| Achille Lauro & Boss Doms (feat. Cosmo)          | Angelo blu                                                                             | N.D.    | N.D.    |         | N.D.    | N.D.    |
| Alessio Bernabei                                 | Ti ricordi di me?                                                                      | N.D.    | N.D.    |         | N.D.    | N.D.    |
| Alice Merton                                     | Medley: No Roots e Lash Out                                                            | N.D.    | N.D.    |         | N.D.    | N.D.    |
| Álvaro Soler                                     | La cintura                                                                             | N.D.    | N.D.    | N.D.    | N.D.    |         |
| Amedeo Preziosi, Riccardo Dose & Simone Paciello | Ho anche dei difetti                                                                   |         | N.D.    | N.D.    | N.D.    | N.D.    |
| Annalisa                                         | Bye Bye (1ª, 2ª e 5ª puntata) e Un domani (feat. Mr. Rain) (5ª puntata)                |         |         | N.D.    | N.D.    |         |
| Anna Tatangelo                                   | Chiedere scusa                                                                         | N.D.    |         | N.D.    | N.D.    | N.D.    |
| Benji & Fede                                     | Moscow Mule                                                                            |         | N.D.    |         | N.D.    |         |
| Betta Lemme                                      | Bambola                                                                                | N.D.    |         | N.D.    | N.D.    | N.D.    |
| Biagio Antonacci                                 | Mio fratello                                                                           | N.D.    | N.D.    | N.D.    | N.D.    |         |
| Bianca Atzei                                     | Risparmio un sogno                                                                     | N.D.    |         | N.D.    | N.D.    | N.D.    |
| Biondo                                           | Roof Garden                                                                            | N.D.    | N.D.    | N.D.    |         | N.D.    |
| Bob Sinclar                                      | I Believe                                                                              | N.D.    | N.D.    | N.D.    |         |         |
| Boomdabash & Loredana Bertè                      | Non ti dico no                                                                         |         | N.D.    |         |         |         |
| Briga                                            | Che cosa ci siamo fatti                                                                | N.D.    | N.D.    | N.D.    |         | N.D.    |
| Burak Yeter e Cecilia Krull                      | My Life Is Going On                                                                    | N.D.    | N.D.    |         | N.D.    | N.D.    |
| Carl Brave (feat. Francesca Michielin)           | Fotografia                                                                             | N.D.    |         |         | N.D.    |         |
| Carmen                                           | Tra le mani                                                                            | N.D.    | N.D.    |         | N.D.    | N.D.    |
| CNCO                                             | Hey DJ                                                                                 |         | N.D.    | N.D.    | N.D.    | N.D.    |
| Cosmo                                            | Quando ho incontrato te                                                                | N.D.    | N.D.    |         |         | N.D.    |
| Dark Polo Gang                                   | British                                                                                |         | N.D.    | N.D.    | N.D.    | N.D.    |
| Diodato                                          | Essere semplice                                                                        | N.D.    |         | N.D.    | N.D.    | N.D.    |
| Dolcenera                                        | Un altro giorno sulla Terra                                                            |         |         | N.D.    | N.D.    | N.D.    |
| Einar                                            | Salutalo da parte mia                                                                  | N.D.    |         | N.D.    | N.D.    | N.D.    |
| Elodie & Michele Bravi (feat. Gué Pequeno)       | Nero Bali                                                                              |         |         | N.D.    |         |         |
| Emis Killa                                       | Rollercoaster                                                                          | N.D.    |         |         | N.D.    | N.D.    |
| Emma                                             | Mi parli piano                                                                         |         |         | N.D.    |         |         |
| Enrico Nigiotti                                  | Nel silenzio di mille parole                                                           | N.D.    | N.D.    | N.D.    |         | N.D.    |
| Ermal Meta                                       | Dall'alba al tramonto (1ª puntata) e Io mi innamoro ancora (2ª, 4ª e 5ª puntata)       |         |         | N.D.    |         |         |
| Ermal Meta e Fabrizio Moro                       | Non mi avete fatto niente (Acoustic Version)                                           |         | N.D.    | N.D.    | N.D.    | N.D.    |
| Ex-Otago                                         | Tutto bene                                                                             | N.D.    | N.D.    |         | N.D.    | N.D.    |
| Fabio Rovazzi (feat. Emma, Nek e Al Bano)        | Faccio quello che voglio                                                               | N.D.    | N.D.    | N.D.    | N.D.    |         |
| Fabrizio Moro                                    | Medley: Portami via e L'eternità (il mio quartiere)                                    | N.D.    | N.D.    | N.D.    | N.D.    |         |
| Fabrizio Moro (feat. Ultimo)                     | L'eternità (il mio quartiere)                                                          |         | N.D.    | N.D.    |         | N.D.    |
| Francesca Michielin                              | Tropicale                                                                              | N.D.    |         |         | N.D.    | N.D.    |
| Fred De Palma (feat. Ana Mena)                   | D'estate non vale                                                                      | N.D.    | N.D.    | N.D.    |         | N.D.    |
| Ghali                                            | Cara Italia                                                                            | N.D.    | N.D.    |         | N.D.    | N.D.    |
| Gigi D'Alessio                                   | Medley: Quanti amori, Un nuovo bacio, Non mollare mai e Ora                            | N.D.    | N.D.    | N.D.    | N.D.    |         |
| Gli Autogol (feat. Dj Matrix)                    | L'inno dei non mondiali (Formentera 2018)                                              | N.D.    | N.D.    | N.D.    |         | N.D.    |
| Gué Pequeno                                      | Bling Bling (Oro)                                                                      | N.D.    | N.D.    | N.D.    | N.D.    |         |
| Gué Pequeno (feat. Willy William)                | Lungomare latino                                                                       | N.D.    | N.D.    | N.D.    |         | N.D.    |
| Irama                                            | Nera                                                                                   |         |         | N.D.    | N.D.    |         |
| J-Ax                                             | Medley: Spirale ovale e Maria Salvador                                                 | N.D.    | N.D.    | N.D.    | N.D.    |         |
| J-Ax & Fedez                                     | Italiana                                                                               |         | N.D.    | N.D.    | N.D.    | N.D.    |
| Le Vibrazioni (feat. Jake La Furia)              | Amore Zen                                                                              |         |         | N.D.    |         |         |
| Lo Stato Sociale (feat. Luca Carboni)            | Facile                                                                                 | N.D.    | N.D.    |         | N.D.    | N.D.    |
| Lorenzo Fragola (feat. Gazzelle)                 | Super Martina                                                                          | N.D.    | N.D.    |         |         | N.D.    |
| Lost Frequencies & Zonderling                    | Crazy                                                                                  | N.D.    | N.D.    |         | N.D.    | N.D.    |
| Luca Carboni                                     | Una grande festa                                                                       |         | N.D.    |         | N.D.    |         |
| Malika Ayane                                     | Stracciabudella                                                                        |         | N.D.    | N.D.    | N.D.    |         |
| Måneskin                                         | Morirò da re                                                                           | N.D.    |         | N.D.    |         | N.D.    |
| Mario Biondi                                     | Smooth Operator                                                                        | N.D.    |         | N.D.    | N.D.    | N.D.    |
| Max Pezzali                                      | Un'estate ci salverà                                                                   |         | N.D.    |         | N.D.    |         |
| Max Pezzali, Nek & Francesco Renga               | Medley: Gli anni, Il mio giorno più bello nel mondo e Fatti avanti amore               |         | N.D.    | N.D.    | N.D.    | N.D.    |
| Merk & Kremont                                   | Hands Up                                                                               | N.D.    |         | N.D.    | N.D.    | N.D.    |
| Mihail                                           | Who You Are                                                                            | N.D.    |         | N.D.    |         | N.D.    |
| Motta                                            | La nostra ultima canzone                                                               | N.D.    |         | N.D.    | N.D.    | N.D.    |
| Negrita                                          | Non torneranno più                                                                     | N.D.    |         |         | N.D.    | N.D.    |
| Nek                                              | Se io non avessi te                                                                    | N.D.    | N.D.    | N.D.    | N.D.    |         |
| Nesli                                            | Viva la vita                                                                           | N.D.    |         | N.D.    | N.D.    | N.D.    |
| Nina Zilli                                       | Ti amo mi uccidi                                                                       | N.D.    | N.D.    | N.D.    |         | N.D.    |
| Noemi                                            | Porcellana                                                                             |         | N.D.    | N.D.    |         |         |
| Ofenbach & Lack of Afro (feat. Wax and Herbal T) | Medley: Katchi e Party                                                                 |         | N.D.    | N.D.    |         | N.D.    |
| Ornella Vanoni                                   | Medley: Imparare ad amarsi (feat. Bungaro & Pacifico), Senza fine e Una ragione di più | N.D.    | N.D.    | N.D.    | N.D.    |         |
| Riki                                             | Medley: Polaroid e Dolor de cabeza                                                     | N.D.    | N.D.    | N.D.    |         | N.D.    |
| Riki (feat. CNCO)                                | Dolor de cabeza                                                                        |         |         | N.D.    | N.D.    | N.D.    |
| Roby Facchinetti & Riccardo Fogli                | Medley: Notte a sorpresa, Storie di tutti i giorni e Pensiero                          | N.D.    | N.D.    |         | N.D.    | N.D.    |
| Shade                                            | Amore a prima insta                                                                    | N.D.    | N.D.    |         | N.D.    | N.D.    |
| Sofía Reyes                                      | 1, 2, 3                                                                                | N.D.    |         | N.D.    | N.D.    | N.D.    |
| Takagi & Ketra (feat. Giusy Ferreri)             | Amore e capoeira                                                                       |         |         | N.D.    |         |         |
| Thegiornalisti                                   | Felicità puttana                                                                       |         | N.D.    |         | N.D.    |         |
| Thomas                                           | Non te ne vai mai                                                                      | N.D.    | N.D.    |         | N.D.    | N.D.    |
| The Kolors (feat. J-Ax)                          | Come le onde                                                                           |         | N.D.    | N.D.    | N.D.    |         |
| Ultimo                                           | Poesia senza veli                                                                      | N.D.    | N.D.    |         |         | N.D.    |
| Vegas Jones                                      | Malibu                                                                                 | N.D.    | N.D.    | N.D.    |         | N.D.    |

## Ospiti

### Esibizioni d'apertura di serata
Dopo un anno di assenza tornano gli ospiti designati ad aprire la serata ma non per tutti e 5 gli appuntamenti; nella 2ª e nella 4ª, infatti, l'apertura della serata è designata a cantanti regolarmente in gara. Le esibizioni d'apertura di serata sono state le seguenti:
- Max Pezzali, Nek & Francesco Renga - Medley: Gli anni, Il mio giorno più bello nel mondo e Fatti avanti amore (1ª puntata)
- Emma - Mi parli piano (2ª puntata[N 1])
- Roby Facchinetti & Riccardo Fogli - Medley: Notte a sorpresa, Storie di tutti i giorni e Pensiero (3ª puntata[N 2])
- Takagi & Ketra (feat. Giusy Ferreri) - Amore e capoeira (4ª puntata)
- Biagio Antonacci - Mio fratello (5ª puntata)

### Ospiti della 5ª puntata
- Pio e Amedeo

## #estatepiùvicini
Dal 2 al 26 luglio dal lunedì al venerdì (fino al 18 luglio alle 18:25 e poi dal giorno successivo alle 12:15) su Italia 1 va in onda #estatepiùvicini, programma in cui in ogni puntata i due conduttori Niccolò Torielli e Chiara Carcano girano per le strade di Roma alla ricerca di persone da coinvolgere in interviste e piccole prove riguardanti l’estate e la musica. Tra tutte le persone coinvolte, quattro – una per ogni puntata – avranno la possibilità di accedere al backstage del Wind Summer Festival.

## Ascolti
| Puntata | Registrazione  | Messa in onda     | Telespettatori | Share  |
| ------- | -------------- | ----------------- | -------------- | ------ |
| 1       | 22 giugno 2018 | 5 luglio 2018     | 2 554 000      | 15,08% |
| 2       | 24 giugno 2018 | 12 luglio 2018    | 2 274 000      | 13,64% |
| 3       | 23 giugno 2018 | 19 luglio 2018    | 2 018 000      | 12,83% |
| 4       | 25 giugno 2018 | 26 luglio 2018    | 2 088 000      | 13,44% |
| 5       | Diretta        | 16 settembre 2018 | 1 618 000      | 10,20% |
| Media   | Media          | Media             | 2 110 000      | 13,03% |